# 그라이펜호
그라이펜 호수 또는 그라이펜제(Greifensee)는 스위스 취리히주의 호수이다.

## 지리
그라이펜제는 취리히시에서 동쪽으로 11km 떨어져 있으며, 취리히 호수에서 파넨슈틸에 의해 분리되어 있다. 취리히주에서 두 번째로 큰 호수(취리히 호수가 가장 큼)는 길이가 약 6km이고, 가장 넓은 지점이 1.6km이며 최대 깊이는 32m이다. 아아바흐 (그라이펜제) (또는 그냥 Aa)는 주요 공급 강이며, 그 배출구는 글라트강이다. 남동쪽 끝에서는 묀히알토퍼 아강(Mönchaltorfer Aa) (또는 그냥 Aa)가 그라이펜제로 유입된다.

## 볼거리
호수 가장자리를 따라 보트가 작은 마을, 마우어(Maur), 니더루스터(Niederuster), 펠란덴(Fällanden), 묀히알토르프(Mönchaltorf) 및 매력적인 알트슈타트 및 그라이펜제성이 있는 그라이펜제 마을을 연결한다.
그라이펜제는 매년 개최되는 호수 일주 세미 마라톤인 그라이펜제-라우프의 주무대가 된다.
그라이펜제는 호수 주변의 포장된 레크리에이션 경로에서 자전거와 인라인스케이트를 즐길 수 있는 인기 있는 레크리에이션 지역이다. 쉬운 하이킹 코스는 물을 따라가다가 자연 보호 구역에 들어가기 전에 그라이펜제 성을 지나간다. 호수 주변과 아아바흐 유역에는 잘 정비된 자전거 도로가 있다.

## 자연
호반은 유네스코의 보호를 받고 있으며 건물이 허용되지 않아 갈대밭과 풍부한 동식물군이 있다. 호수에는 약 400종, 지류에는 19종이 있다. 자연 보호 구역은 120종 이상의 철새 종을 포함하여 그곳에서 번식하는 새들에게 중요하다.

## 문화유산
호수는 중세 시대에 글라트제(글라트강을 따서)로 알려졌다. 그라이펜제는 처음에 12세기에 라퍼스빌 백작에 의해 지어진 요새의 이름이었고, 1260년에 영지의 이름으로 기록되었다.  이것은 16세기에 호수의 이름으로 채택되었다.
호숫가에 위치한 알프스 주변의 선사시대 말뚝 주거지 그라이펜제-슈토렌-빌즈베르크는 유네스코 세계문화유산으로 지정된 56개 스위스 유적지의 일부이다. 이 정착지는 또한 스위스 문화재의 목록에 등재되어 있으며, 국가적인 중요성을 지닌 문화재의 스위스 목록에 등재되어 있다. 호수가 시간이 지남에 따라 크기가 커졌기 때문에 원래 말뚝은 현재 406m의 수면 아래 약 4m에서 7m 지점에 있다.